# Обични пух
Пух, обични пух, велики пух или сиви пух (лат. Glis glis) је врста ситног ноћног глодара, једина у истоименом роду (Glis). Настањује континентални део Европе, као и већа медитеранска острва (Корзика, Сардинија, Сицилија, Крит, Крф), а у Азији ареал се простире до севера Ирана. Постојање популације пухова у Енглеској је резултат увођења почетком 20. века. Током зимског сна пухови леже на боку (ређе на леђима), увијени попут клупка.

## Опис
Тело пуха је дугачко 13—18 cm, а чупави реп 12—15 cm. Маса одраслог пуха може да достигне и 185 g. Обликом тела, пух подсећа на мању веверицу. Боја крзна је сивкасто браонкаста. Уши пуха су велике и округле, а очи мале.

## Значај
У време античког Рима, пухови су били узгајани ради коришћења у исхрани људи. И данас се сматрају посластицом у Словенији. Значај пухова за човека данас углавном лежи у уништавању летина бројног воћа, због чега га сматрају штеточином. Величине популација пухова су смањене, већином услед уништавања њихових природних станишта (листопадних шума), те се данас пухови сматрају скоро угроженом врстом.

## Исхрана
Пухови су сваштоједи, углавном се хране воћем, бобицама, неким цветовима, инсектима, орасима, лешницима и слично. Они су јединствени међу глодарима, по томе што немају слепо црево, део црева који осталим врстама служи за ферментацију биљних материја. Њихова дентална формула је слична денталној формули веверица, иако им често фале предкутњаци.

## Распрострањеност и станиште
Пухови живе у малим породичним групицама, а распрострањеност зависи од доступности хране.